# Maurepas (Yvelines)
Maurepas ist eine französische Gemeinde mit 19.960 Einwohnern (Stand 1. Januar 2022) im Département Yvelines in der Region Île-de-France. Sie gehört zum Arrondissement Rambouillet und zum gleichnamigen Kanton.

## Lage
Die Stadt liegt an der Nationalstraße N 10 zwischen Versailles (19 km) und Rambouillet (18 km).

## Sehenswürdigkeiten
Siehe auch: Liste der Monuments historiques in Maurepas (Yvelines)
- Reste eines Wehrturms, errichtet um das Jahr 1000 und 1425 im Hundertjährigen Krieg von den Engländern zerstört.
- Kirche Saint-Sauveur am Fuße der zerstörten Burg aus dem 15. und 16. Jahrhundert.
- Kirche Notre Dame im Zentrum der Stadt. 1973 erbaut vom Architekten Roland Predieri und mit einem großflächigen Fassadenmosaik (250 m²) des Künstlers Robert Lesbounit geschmückt.

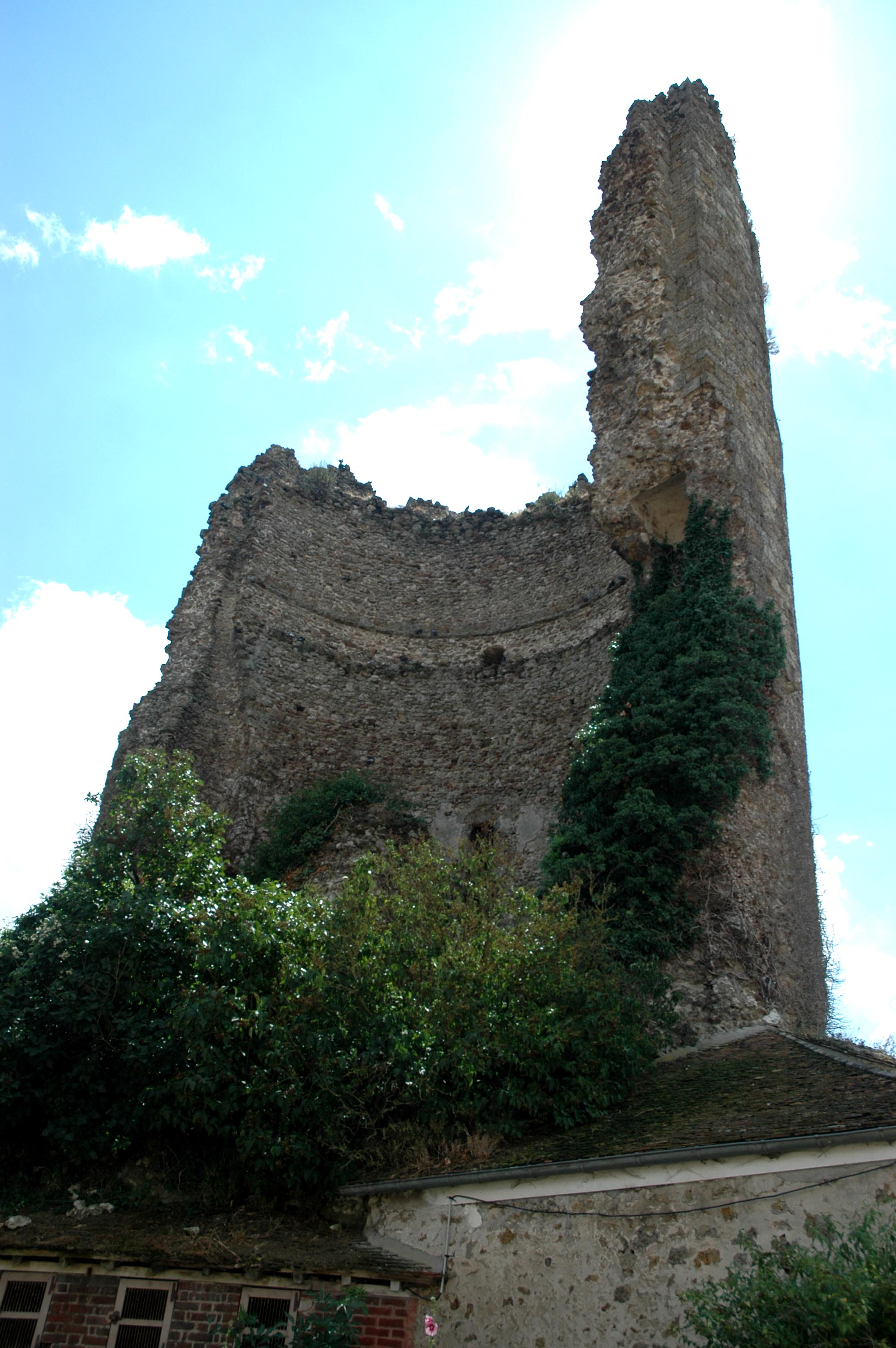
Wehrturm
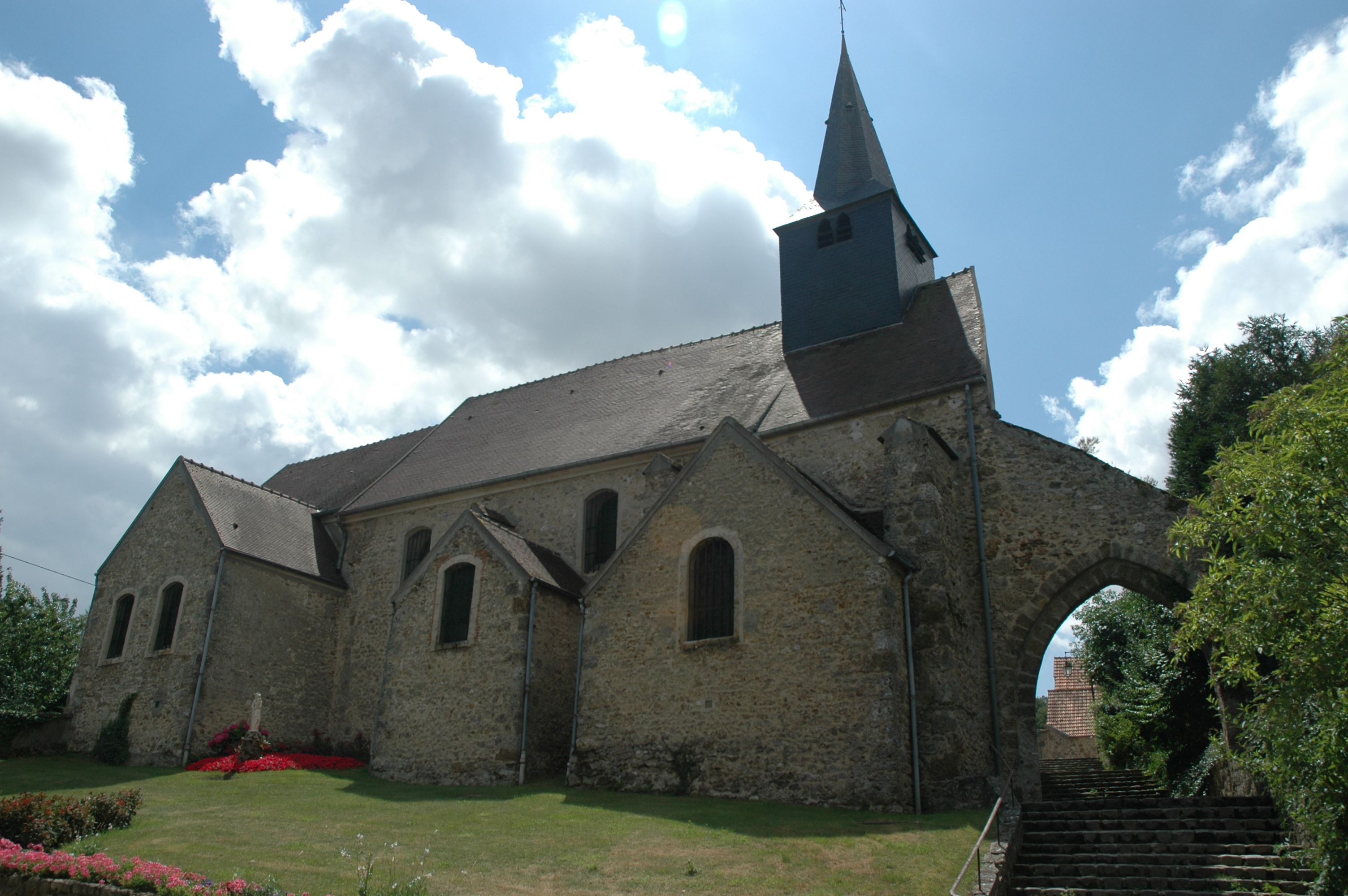
Kirche Saint-Sauveur

## Städtepartnerschaften
Partnerstädte von Maurepas
- Henstedt-Ulzburg, Schleswig-Holstein, seit 1986
- Usedom, Mecklenburg-Vorpommern, seit 1996[2]
- Waterlooville, England
- Tirat Carmel, Haifa, Israel

Partnerschaften im Rahmen einer Entwicklungszusammenarbeit bestehen mit Mopti in Mali und Bait Sahur in Palästina.

## Persönlichkeiten
Erich von Stroheim (1885–1957), Regisseur, Schauspieler und Schriftsteller, starb in Maurepas und ist dort auch beigesetzt.

## Nachweise
1. ↑  Website der Stadt – jumelages, abgerufen am 20. April 2018
2. ↑  Eintrag über die Partnerstädte auf der Homepage der Stadt Usedom Abgerufen am 8. April 2019, 22:50